# Ministerstvo kouzel
Ministerstvo kouzel (v originále Ministry of Magic) je ve Světě Harryho Pottera britské spisovatelky J. K. Rowlingové instituce, která zde reprezentuje vládu. Je poprvé zmíněno již v prvním díle Harryho Pottera, kde se také poprvé objeví ministr kouzel Kornelius Popletal, a v pátém díle je přiblížena i budova ministerstva. Navazuje na kouzelnická shromáždění, která vykonávala moc vlády dříve.

## Seznam ministrů kouzel
| Pořadí | Jméno                   | Od roku do roku | Od roku do roku |
| ------ | ----------------------- | --------------- | --------------- |
| 1.     | Ulick Gamp              | 1707            | 1718            |
| 2.     | Damocles Rowle          | 1718            | 1726            |
| 3.     | Perseus Parkinson       | 1726            | 1733            |
| 4.     | Eldritch Diggory        | 1733            | 1747            |
| 5.     | Albert Boot             | 1747            | 1752            |
| 6.     | Basil Flack             | 1752            | 1752            |
| 7.     | Hesphaestus Gore        | 1752            | 1770            |
| 8.     | Maxmilian Crowdy        | 1770            | 1781            |
| 9.     | Porteus Knatchpull      | 1781            | 1789            |
| 10.    | Unctous Osbert          | 1789            | 1798            |
| 11.    | Artemisia Lufkinová     | 1798            | 1811            |
| 12.    | Grogan Stump            | 1811            | 1819            |
| 13.    | Josephina Flintová      | 1819            | 1827            |
| 14.    | Ottaline Gambolová      | 1827            | 1835            |
| 15.    | Radolphus Lestrange     | 1835            | 1841            |
| 16.    | Hortensia Milliphuttová | 1841            | 1849            |
| 17.    | Evangleine Orpingtonová | 1849            | 1855            |
| 18.    | Priscilla Dupontová     | 1855            | 1858            |
| 19.    | Dugald McPhail          | 1858            | 1865            |
| 20.    | Faris Spavin            | 1865            | 1903            |
| 21.    | Venusia Crickerlyová    | 1903            | 1912            |
| 22.    | Archer Evermonde        | 1912            | 1923            |
| 23.    | Lorcan McLaird          | 1923            | 1925            |
| 24.    | Hector Fawley           | 1925            | 1939            |
| 25.    | Leonard Spencer-Moon    | 1939            | 1948            |
| 26.    | Wihelmina Tuftová       | 1948            | 1959            |
| 27.    | Ignatius Tuft           | 1959            | 1962            |
| 28.    | Nobby Leach             | 1962            | 1968            |
| 29.    | Eugenia Jenkinsová      | 1968            | 1975            |
| 30.    | Harold Minchum          | 1975            | 1980            |
| 31.    | Millicent Bagnoldová    | 1980            | 1990            |
| 32.    | Kornelius Popletal      | 1990            | 1996            |
| 33.    | Rufus Brousek           | 1996            | 1997            |
| 34.    | Pius Břichnáč           | 1997            | 1998            |
| 35.    | Kingsley Pastorek       | 1998            | 2019            |
| 36.    | Hermiona Grangerová     | 2019            | úřadující       |

## Merlinův řád
Merlinův řád je ocenění, které uděluje Starostolec (organizace, která nyní funguje jako soud a parlament na Ministerstvu kouzel, před vznikem tohoto ministerstva reprezentoval Starostolec vládu). Merlinův řád má tři třídy. Toto ocenění se uděluje již od 15. století a je pojmenován po nejmocnějším a nejslavnějším čaroději - Merlinovi.(Stejně jako kouzelnické udivení U Merlinova vousu (v originále Merlin's beard)). Jedna z teorií tvrdí, že zelená barva stuhy má vyjadřovat Zmijozel, neboť tuto kolej Merlin navštěvoval v Bradavicích.

### Třídy Merlinova řádu

#### Merlinův řád 1. třídy
Toto je nejvznešenější třída řádu. Vyznačuje se zlatou medailí na zelené stuze a uděluje se „za skutky mimořádného hrdinství či význačnosti“.

#### Merlinův řád 2. třídy
Toto je prostřední třída řádu. Vyznačuje se zlatou medailí na fialové stuze a uděluje se „za úspěch nebo úsilí až za hranice obvyklého“.

#### Merlinův řád 3. třídy
Toto je hodnotou nejnižší třída řádu. Vyznačuje se zlatou medailí na bílé stuze a uděluje se za to, že „přispěli do studnice našeho vědění nebo zábavy“.

### Slavní nositelé
- Albus Brumbál, člen Starostolce, zakladatel Fénixova řádu a dlouholetý ředitel Školy čar a kouzel v Bradavicích (1. třída za porážku černokněžníka Gellerta Grindelwalda)
- Mlok Scamander, magiozoolog a autor knihy Fantastická zvířata a kde je najít (2. třída za velký přínos v oboru magiozoologie a studiu kouzelných tvorů)
- Kornelius Popletal, bývalý ministr kouzel (1. třída za profesní úspěchy - mnoho lidí protestovalo, neboť si tento řád Cornelius udělil sám a prakticky bez zásluh)
- Arcturus Black III. (1. třída - lidé opět protestovali, neboť řád obdržel za obdarování Ministerstva velkou sumou peněz a nezasloužil se tedy nijak o kouzelnický svět)

## Budova ministerstva kouzel
Budova ministerstva kouzel je umístěna v podzemí v Londýně. Vchod do ministerstva pro návštěvníky je prostřednictvím telefonní budky po vytočení čísla 62442. Zaměstnanci se tam dostávají prostřednictvím letaxové sítě, přemisťováním nebo vchodem pro zaměstnance.
1. patro – Ministr kouzel a štábní útvary
2. patro – Odbor pro uplatňování kouzelnických zákonů
  - Ústředí bystrozorů
  - kanceláře Oddělení nepatřičného užívání kouzel
  - Ústředí administrativních služeb Starostolce
  - Odbor zneužívání mudlovských výtvorů
  - Oddělení prosazování magického práva
3. patro – Odbor kouzelnických nehod a katastrof
  - kanceláře Útvaru pro nápravu nevydařených kouzel
  - kanceláře Ústředny pro výmaz paměti
  - kanceláře Komise pro vymýšlení mudlovsky přijatelných výmluv
4. patro – Odbor pro dohled nad kouzelnými tvory
  - kanceláře divize zvířat, osob a duchů
  - Oddělení pro styk se skřety
  - Poradna pro boj se škůdci
5. patro – Odbor mezinárodní kouzelnické spolupráce
  - kanceláře Útvaru pro mezinárodní kouzelnické obchodní normy
  - Mezinárodní kouzelnické advokátní kanceláře
  - kanceláře britské sekce Mezinárodního sdružení kouzelníků
6. patro – Odbor pro kouzelnou přepravu
  - Správa letaxové sítě
  - Regulační a kontrolní správa košťat
  - Úřad pro přenášedla
  - Zkušební středisko přemisťování
7. patro – Odbor kouzelných her a sportů
  - kanceláře vedení Britské a irské famfrpálové ligy
  - Oficiální klub Tchoříčků
  - Úřad pro absurdní patenty
8. patro – Atrium
9. patro – Odbor záhad
10. patro – Soudní síně

## Bystrozorové
Bystrozor (v originále Auror) je strážce zákona a lovec černokněžníků, kouzelník, vyučený v obraně proti černé magii se specializací na odhalování a chytání čarodějnických zločinců. Při své práci, pro kterou je nutné kvalifikovat se splněním mnoha náročných zkoušek, využívají množství nejrůznějších pomůcek a přístrojů, například lotroskop či slídivé kukátko. Po dopadení a odsouzení černokněžníka putuje odsouzený do kouzelnického vězení - Azkabanu. Hlavní kancelář bystrozorů je na Ministerstvu kouzel ve druhém patře
nejznámější bystrozorové:
- Frank Longbottom
- Alice Longbottomová
- Alastor 'Pošuk' Moody
- Nymfadora Tonksová
- Kingsley Pastorek
- Harry Potter

## Zaměstnanci

### Amélie Bonesová
Amélie Bonesová (v originále Amelia Bones) byla ředitelkou odboru pro uplatňování kouzelnických zákonů. Je popisována jako čarodějka s hranatou bradou, nakrátko ostříhanými vlasy a monoklem. Její neteř Susan Bonesová je ve stejném ročníku jako Harry, její bratr Edgar Bones byl během první války s Voldemortem zabit, protože byl členem Fénixova řádu. Bonesová byla přítomna při Harryho disciplinárním řízení v pátém díle, kdy obdivovala, že tak mladý čaroděj jako Harry dokáže vykouzlit hmotného Patrona. Byla pro to, aby byl Harry osvobozen. Byla brutálně zavražděna pravděpodobně Voldemortem osobně na začátku šestého dílu krátce před tím, než byl Popletal odvolán z funkce. Podle členů Fénixova řádu byla jednou z nejlepších čarodějek své doby.

### Rufus Brousek
Rufus Brousek (v originále Rufus Scrimgeour) následoval Korneliuse Popletala ve funkci ministra kouzel. Podle knihy vypadá jako starý lev se žlutohnědými vlasy, hustým obočím, žlutýma očima. Má hodně jizev z boje, protože dříve pracoval jako bystrozor. Brousek byl talentovanější vůdce než Popletal. Před jmenováním ministrem byl šéfem bystrozorů. Brousek chtěl zvýšit popularitu ministerstva tím, že chtěl přemluvit Harryho, který byl označen za vyvoleného, aby se občas objevil na ministerstvu. To bylo příčinou hádky mezi ním a Brumbálem, když nastoupil do funkce, Brumbál to nechtěl dovolit. Později to odmítl i sám Harry, protože nesouhlasil s ministerskými postupy (připomínal Brouskovi své zážitky s Umbridgeovou, kritizoval zatčení Stana Silničky).
V sedmém díle předal Brousek Harrymu, Ronovi a Hermioně dědictví po Brumbálovi. Zdálo se mu podezřelé, že Harry, Ron a Hermiona byli jediní studenti uvedení v Brumbálově závěti. Byl zavražděn, když se Smrtijedi chopili moci nad ministerstvem (1. srpna 1997). Ačkoli vztahy mezi ministrem a Harrym byly napjaté, Brousek odmítl při mučení Smrtijedy prozradit místo Harryho úkrytu. Za to k němu pocítil Harry vděčnost. Oficiální verze, když bylo ministerstvo obsazeno, byla, že Brousek rezignoval.
| Ministr kouzel Velké Británie  | Ministr kouzel Velké Británie | Ministr kouzel Velké Británie |
| ------------------------------ | ----------------------------- | ----------------------------- |
| Předchůdce: Kornelius Popletal | 1996–1997 Rufus Brousek       | Nástupce: Pius Břichnáč       |

### Pius Břichnáč
Pius Břichnáč (v originále Pius Thicknesse) byl nejdříve šéfem odboru pro uplatňování kouzelnických zákonů. Yaxley ho dostal pod kletbu Imperius, aby infiltroval ministerstvo. Břichnáč je popisován jako muž s dlouhými vlasy a s knírkem a lesklýma očima. Po vraždě Rufuse Brouska se ministerstvo dostává pod nadvládu Voldemorta a Břichnáč se stává loutkovým ministrem kouzel. Po zbytek knihy podporuje Smrtijedy a bojuje na jejich straně i v bitvě o Bradavice, kde je zneškodněn kletbou z hůlky Percyho Weasleyho. Více se neví, ale předpokládá se, že nebyl po pádu Voldemorta nijak trestán, protože byl ovládán Yaxleyovou kletbou Imperius. Ve funkci je nahrazen Kingsleym Pastorkem. Ve filmu „Harry Potter a Relikvie smrti – část 2“ je Pius Břichnáč zabit rozezleným Voldemortem, který zjistí, že byl zničen další jeho viteál. V knize zabit není a předpokládá se, že bitvu přežil.
| Ministr kouzel Velké Británie | Ministr kouzel Velké Británie | Ministr kouzel Velké Británie |
| ----------------------------- | ----------------------------- | ----------------------------- |
| Předchůdce: Rufus Brousek     | 1997–1998 Pius Břichnáč       | Nástupce: Kingsley Pastorek   |

### Berta Jorkinsová
Berta Jorkinsová (v originále Bertha Jorkins) byla ve čtvrtém díle zabita Voldemortem. Několik měsíců předtím náhodou objevila, že Barty Skrk ml. není v Azkabanu, ale že je doma se svým otcem. Barty Skrk st. jí příliš silným paměťovým kouzlem upravil paměť, ale mělo to trvalé následky. Když ji Voldemort zajal, paměťové kouzlo prolomil a získal tak informace o turnaji tří kouzelnických škol a Barty Skrkovi ml. Její stín byl jeden z těch, co se objevily na konci čtvrtého dílu při Priori incantatem. Bertha navštěvovala Bradavice ve stejné době jako James Potter a ostatní. Byla známá pro svou vlezlost a dobrou hlavou na drby.

### Kingsley Pastorek
Kingsley Pastorek (v originále Kingsley Shacklebolt) se poprvé objevil v pátém díle, kde pracoval na ministerstvu jako bystrozor a předával informace Fénixovu řádu, jehož byl členem. Na ministerstvu byl pověřen pátráním po Siriusovi, ale protože věděl, že je nevinný, zásoboval ministerstvo falešnými informacemi. Byl také přítomen při odhalení Brumbálovy armády, právě on rychle změnil paměť Marrietě Edgecombeové. Při útěku musel ale Brumbál zaútočit i na něj. Bojuje i na odboru záhad, nejdříve prokáže své kouzelnické umění, když bojuje se dvěma Smrtijedy najednou, po Siriusově smrti bojuje s Bellatrix Lestrangeovou.
V šestém díle je Kingsley pověřen ochranou mudlovského ministerského předsedy. V sedmém díle ho chtějí Dursleyovi pro svou ochranu poté, co ho vidí v televizi spolu s ministerským předsedou. Účastní se přesunu Harryho od Dursleyových do Doupěte. Pak právě on pošle na svatbu Billa a Fleur svého Patrona se zprávou, že ministerstvo padlo. Později je i on přinucen k útěku před Smrtijedy, podílí se na vysílání ilegálního kouzelnického rádia Potterova hodinka, na konci se účastní bitvy o Bradavice, kde bojuje mj. i se samotným Voldemortem.
Na konci knihy se stane dočasným ministrem kouzel a podle pozdějšího prohlášení Rowlingové byl ve funkci potvrzen a udělal na ministerstvu velké změny – vyhnal mozkomory z Azkabanu, podporoval oddělení bystrozorů, jehož vedením pověřil Harryho.
| Ministr kouzel Velké Británie | Ministr kouzel Velké Británie | Ministr kouzel Velké Británie |
| ----------------------------- | ----------------------------- | ----------------------------- |
| Předchůdce: Pius Břichnáč     | 1998–2019 Kingsley Pastorek   | Nástupce: Hermiona Grangerová |

### Kornelius Popletal
Kornelius Osvald Popletal (v originále Cornelius Oswald Fudge) se poprvé objevil ve druhém díle, hned jako ministr kouzel. Protože věří, že Hagrid otevřel tajemnou komnatu, pošle ho do Azkabanu, dovolí také odvolání Brumbála z funkce ředitele Bradavic. Ve třetím díle najde Harryho po útěku od Dursleyových, kde očaroval tetu Marge. Popletal se k němu chová laskavě a odpustí mu, že kouzlil, i když ještě není dospělý. Důvodem k tomu bylo, že si myslel, že uprchlý vězeň Sirius Black chce Harryho zabít. Později právě od něj Harry slyší, že Sirius zradil jeho rodiče.
Jeho laskavost k Harrymu ale pominula ve čtvrtém díle. Popletal totiž nechce uvěřit tomu, že se lord Voldemort vrátil, když to Harry tvrdí po návratu ze hřbitova v Malém Visánku, kam se dostal poté, co spolu s Cedricem Diggorym vyhráli turnaj tří kouzelnických škol.
V pátém díle kouzelnická média na jeho popud očerňují Brumbála i Harryho. Popletal vydává nové zákony a mění staré, aby dosáhl svého. Dolores Umbridgeová, první náměstkyně ministra, je nejdříve jmenována bradavickou učitelkou, pak do nově zřízeného místa bradavické vrchní vyšetřovatelky a nakonec se i stane ředitelkou. Popletal se totiž bojí, že Brumbál spřádá plány proti němu, že si v Bradavicích trénuje svou vlastní armádu. Nakonec je ale nucen uvěřit Voldemortovu návratu, když ho vidí na ministerstvu. Kvůli své ignoranci (jejíž inspirací byl postoj Nevilla Chamberlaina před druhou světovou válkou, jak prohlásila J. K. Rowlingová) byl nakonec ve funkci nahrazen Rufusem Brouskem. Popletal je naposled zmíněn při Brumbálově pohřbu. Co dělal během sedmého dílu se neví.
Ve filmu ho hrál Robert Hardy.
| Ministr kouzel Velké Británie    | Ministr kouzel Velké Británie | Ministr kouzel Velké Británie |
| -------------------------------- | ----------------------------- | ----------------------------- |
| Předchůdce: Millicent Bagnoldová | 1990–1996 Kornelius Popletal  | Nástupce: Rufus Brousek       |

### Ludo Pytloun
Ludo Pytloun (v originále Ludo Bagman) je bývalý úspěšný odrážeč Wimbournských vos. Za mlada vypadal dobře, ale když zlenivěl, jeho vzhled se zhoršil. Stále ale chodil ve svém starém dresu. Je jakousi kouzelnickou celebritou a šéfem odboru kouzelných her a sportů. Byl obviněn z toho, že je Smrtijed, protože předával informace Augustovi Rookwoodovi. Byl ale osvobozen, protože tvrdil, že Rookwoodovi věřil, protože nikdo nevěděl o tom, že je Smrtijed a protože byl přítelem jeho otce.
Pytloun se rád vsázel, což ho dostalo do finančních problémů. Při sázení také podváděl – výhry vyplácel v leprikónském zlatě, které po čase zmizelo. Při mistrovství světa ve famfrpálu ho oloupili skřeti, kterým dlužil. Z dluhů se chtěl dostat tak, že se se skřety vsadil, že Harry vyhraje turnaj tří kouzelnických škol, a tak se snažil Harrymu všemožně pomáhat. Harry sice vyhrál, ale Pytloun se skřety ne, protože ti mu tvrdili, že Pytloun tvrdil, že vyhraje sám, ale spolu s Harrym byl vítězem i Cedric Diggory. Kvůli tomu raději utekl, protože už nebyl schopný platit svoje dluhy.

### Barty Skrk st.
Bartemius Skrk st. (v originále Bartemius Crouch, Sr.) byl šéfem odboru pro uplatňování kouzelnických zákonů během první války s Voldemortem. Byl skoro stejně krutý jako Smrtijedi. Dal bystrozorům povolení zabíjet. Poslal Siriuse Blacka bez soudu do Azkabanu. Ztratil možnost stát se ministrem kouzel, když bylo odhaleno, že jeho syn Barty Skrk ml. je Smrtijed. Dal svému synovi sice možnost soudu, ale ten byl spíše demonstrací toho, jak svého syna nenávidí.
Později Skrkova nemocná manželka chtěla, aby svého syna osvobodil. Šli společně do Azkabanu a tam se pomocí mnoholičného lektvaru Skrkova manželka a Barty ml. vyměnili. Svého syna držel pod kletbou Imperius. Když Skrková v Azkabanu zemřela, všichni si mysleli, že zemřel Barty, Skrk ztratil velkou část své popularity v kouzelnickém společenství, protože nechal svého syna zemřít jen proto, že nechtěl „pošpinit“ sebe. Stal se pak šéfem odboru pro mezinárodní kouzelnickou spolupráci.
Poprvé se objevil ve čtvrtém díle na mistrovství světa ve famfrpálu, kde posedlý po pátráním po černokněžnících obvinil Harryho z toho, že vyčaroval znamení zla. Když bylo zjištěno, že jeho skřítka měla v držení hůlku, propustil ji. Ve skutečnosti to bylo kvůli tomu, že se nepostarala o Bartyho ml. a ten jí utekl a vyčaroval znamení zla. Později se do jeho domu vloupal Voldemort a Červíček a osvobodili Bartyho ml. od kletby Imperius a pod tu se tentokrát dostal Barty st. Když se jí začal vzpírat, Voldemort mu udělil domácí vězení a měl tvrdit, že je nemocný a příkazy posílal po sovách Percymu Weasleymu. Pak Skrk ale z domu utekl a dostal se do Bradavic, kde potkal Harryho Pottera a Viktora Kruma a chtěl vidět Brumbála, aby mu vše o svém synovi prozradil. Když Harry běžel za Brumbálem, objevil se tam Skrk ml., který se v té době vydával za Moodyho a svého otce zabil a zakopal ho v Zapovězeném lese.

### Dolores Umbridgeová
Dolores Jane Umbridgeová (* kol. 1943) se poprvé objevuje v pátém dílu Harryho Pottera. Je to první náměstkyně ministra kouzel, v pátém díle profesorka obrany proti černé magii, bradavická vrchní vyšetřovatelka a po Brumbálově útěku na čas i ředitelka Bradavic. Studovala ve zmijozelské koleji – v 5. díle byla při famfrpálovém utkání oblečena v barvách Zmijozelu.
Je to malá a tlustá žena připomínající ropuchu. Má šedé vlasy. Nosí většinou růžový obleček, mašli a nenávidí děti. Její kancelář je jak v Bradavicích, tak i na Ministerstvu kouzel vyzdobena obrázky koček. Její patron má také podobu kočky.
V pátém díle je ministerstvem dosazena postupně na místo učitelky OPČM, vrchní vyšetřovatelky a ředitelky Bradavic. V jejích hodinách se studenti učí pouze teorii a ne praxi, protože se ministr Popletal domnívá, že Brumbál buduje armádu proti ministerstvu. Z místa profesorky jasnovidectví vyhodí Sibylu Trelawneyovou a pokusí se ji vyhodit i z Bradavic, tam ji ale ředitel ponechá. Později se pokouší spolu s ministerskými úředníky zaútočit na Hagrida, ale ten uteče a při útoku je vážně zraněna Minerva McGonagallová. Vláda Umbridgeové v Bradavicích se vyznačovala krutostí a většina studentů jí proto páchala naschvály. Velké zmatky nastaly zejména po útěku dvojčat Weasleyových. Když se nechá zavést Hermionou a Harrym do Zapovězeného lesa, uráží kentaury, kteří ji proto napadnou. Vyjde také najevo, že mozkomory, kteří o prázdninách napadli Harryho, vyslala ona. V šestém díle navštíví Brumbálův pohřeb, čímž je Harry znechucen.
V sedmém díle je předsedkyní komise pro registraci mudláků (tzv. mudlovských šmejdů). Vydává se za čistokrevnou čarodějku, což dokazuje medailonkem, který je zároveň viteálem. Ovšem tento medailonek nezískala dědictvím, jak uvádí, nýbrž ho vzala jako úplatek od Fletchera, který prodával v Příčné ulici kouzelné předměty ukradené v Siriusově domě, mezi které patřil i medailonek. Po pádu lorda Voldemorta je zadržena, vyšetřována a uvězněna v Azkabanu za zločiny proti kouzelníkům mudlovského původu.
| Ředitelka Bradavic        | Ředitelka Bradavic       | Ředitelka Bradavic      |
| ------------------------- | ------------------------ | ----------------------- |
| Předchůdce: Albus Brumbál | 1996 Dolores Umbridgeová | Nástupce: Albus Brumbál |

| Učitel Obrany proti Černé magii v Bradavicích                  | Učitel Obrany proti Černé magii v Bradavicích | Učitel Obrany proti Černé magii v Bradavicích |
| -------------------------------------------------------------- | --------------------------------------------- | --------------------------------------------- |
| Předchůdce: Bartemius Skrk ml. (vydává se za Alastora Moodyho) | 1995–1996 Dolores Umbridgeová                 | Nástupce: Severus Snape                       |

| Vrchní vyšetřovatelka v Bradavicích | Vrchní vyšetřovatelka v Bradavicích | Vrchní vyšetřovatelka v Bradavicích |
| ----------------------------------- | ----------------------------------- | ----------------------------------- |
| Předchůdce: funkce zřízena          | 1995–1996 Dolores Umbridgeová       | Nástupce: funkce zrušena            |

| První náměstkyně ministra      | První náměstkyně ministra  | První náměstkyně ministra |
| ------------------------------ | -------------------------- | ------------------------- |
| Předchůdce: Kornelius Popletal | ?–1998 Dolores Umbridgeová | Nástupce: ?               |

### Další
- Broderick Bode – pracuje na odboru záhad, dostal se pod kletbu Imperius od Luciuse Malfoye, později byl napaden a zabit ďáblovým osidlem u svatého Munga
- Reg Cattermole – pracuje v oddělení kouzelnické údržby, Ron použil jeho vlasy do mnoholičného lektvaru v sedmém díle, když se snažili dostat na ministerstvo. Jeho žena Mary Elizabeth Cattermoleová byla zrovna vyslýchána ohledně svého původu.
- Dirk Cresswell – narozen mudlům, v Bradavicích byl členem Křikova klubu. Šéf oddělení pro styk se skřety. Albert Runcorn odhalil jeho falešný rodokmen, a proto musel Dirk utéct. Byl zabit spolu s Tedem Tonksem a skřetem Gornukem na útěku.
- John Dawlish – bystrozor, v pátém díle je přítomen u pokusů o zatčení Brumbála a Hagrida. V sedmém díle dá Smrtijedům díky matoucímu kouzlu Snapea falešné informace o Harryho přesunu od Dursleyových. Později je poslán, aby zajal Augustu Longbottomovou, ale po útoku skončí u svatého Munga.
- Amos Diggory – otec Cedrica Diggoryho, pracuje na odboru pro dohled nad kouzelnými tvory. Amos se chlubí úspěchy svého syna, i když si to Cedric nepřeje. Tak se například chlubí při cestě na mistrovství světa ve famrpálu, že jeho syn porazil slavného Harryho Pottera ve famfrpálu.
- Edgecombeová – matka Marietty Edgecombeové, pracuje na Správě letaxové sítě na odboru pro kouzelnickou přepravu.
- Mafalda Hopkirková – pracuje v oddělení nepatřičného užívání kouzel, odesílá dopisy nezletilým kouzelníkům, kteří kouzlili. V sedmém díle Hermiona použije její vlas do mnoholičného lektvaru, aby se dostala na ministerstvo.
- Changová – matka Cho Changové
- Frank Longbottom – bystrozor
- Alice Longbottomová – bystrozorka
- Griselda Marchbanksová – stará čarodějka, která na protest rezignovala ze svého postu ve Starostolci. Je zkoušející u NKÚ, zkoušela již Brumbála, později i Harryho.
- Alastor Moody – bystrozor
- Bob Ogden – Brumbál použil jeho vzpomínku, aby ukázal Harrymu Gauntovy. Pracoval na odboru pro uplatňování kouzelnických zákonů.
- Albert Runcorn – ačkoli není uvedeno, jestli je Smrtijed, Smrtijedy podporuje. Odhalil falešný rodokmen Dirka Creswella. Harry použil jeho vlasy do mnoholičného lektvaru, aby se v sedmém díle dostal na ministerstvo.
- Nymfadora Tonksová – bystrozorka
- Arthur Weasley
- Percy Weasley
- Yaxley – ředitel Odboru pro uplatňování kouzelnických zákonů, Smrtijed
- Artemisia Lufkin (1754–1825) – první čarodějka/žena, která se stala ministryní kouzel
- Salvatore Aristo – bývalý správce oddělení Bystrozorů
- Grogan Stump (1770–1884) – populární a dobrý ministr kouzel jmenován do své funkce roku 1811

## Ministerstvo kouzel pod nadvládou Voldemorta
Těsně po Harryho sedmnáctých narozeninách se lord Voldemort zmocní ministerstva kouzel. Ministr Rufus Brousek je zavražděn (oficiální verze však zní, že rezignoval) a na jeho místo je dosazen Pius Břichnáč, který je však pouze „loutka“ ovládaná kletbou Imperius. Převrat proběhl velice hladce a jelikož Voldemort příliš veřejně nevystupoval, objevilo se kolem jeho ovládnutí ministerstva mnoho otazníků. Byla prosazena řada nových, kontroverzních zákonů, mezi něž patří:
- Harry Potter se stal hledanou osobou a za jeho dopadení ministerstvo nabízí odměnu. Oficiální verze zní, že je Potter vyšetřován ve věci úmrtí Albuse Brumbála, ve skutečnosti je však hledán, aby ho mohl Voldemort zabít.
- Registr čarodějů z mudlovských rodin – vyšetřování všech čarodějů z mudlovských rodin (mudláků, hanlivě mudlovských šmejdů), všichni se musí dostavit na výslech a pokud nejsou schopni prokázat své kouzelnické kořeny (tedy pokud se v jejich rodokmenu nenachází alespoň jeden kouzelnický předek), je jim z důvodu, že svoji hůlku „ukradli“ a své schopnosti „získali násilím“ odebrána hůlka (stanou se z nich tzv. bezhůlkové – žebráci), popřípadě jsou odvlečeni do Azkabanu a pokud se postaví na odpor, jsou nuceni podrobit se mozkomorovu polibku – je jim vysáta duše. Vše má na starosti Komise pro registraci čarodějů z mudlovských rodin.
- Školská reforma: na místo ředitele Školy čar a kouzel v Bradavicích je dosazen Severus Snape, na místo zástupců ředitele Amycus a Alekta Carowovi. Školní docházka je nově povinná pro všechny, přičemž nově přijatí studenti jsou nově nuceni prokázat čistotu své krve. Z předmětu Obrany proti černé magii se stane Černá magie, kdy se žáci mimo jiné učí použití kletby Cruciatus. Ze Studia mudlů se stane povinný předmět a žáci jsou v něm přesvědčováni o „nečistotě“ mudlů.
- Zákaz nočního vycházení v Prasinkách, celá vesnice je hlídaná Mozkomory, ječivým kouzlem a partou Smrtijedů, to vše z důvodu, kdyby se Harry Potter rozhodl vydat do Prasinek.
- Jméno Voldemort bylo zakleto a pokud ho člověk vysloví, zruší to všechna ochranná kouzla a dotyčný je zatknut Smrtijedy. Takto bylo dopadeno několik členů Fénixova řádu a také sám Harry Potter. Byl odvlečen do Malfoyova sídla, ovšem podařilo se mu i s přáteli uniknout ještě předtím, než dorazil Voldemort. (Za pomoci skřítka Dobbyho, ten následně zemřel)
- Zákaz napojení domu Dursleyových na systém kouzelné přepravy: stalo se, ještě než ministerstvo ovládl Voldemort, přičiněním Piuse Břichnáče (kletba Imperius), který zakázal se z tohoto domu přemisťovat nebo jej napojit na letaxovou síť pod trestem vězení. Udělal to pod záminkou, aby do domu nepronikli Smrtijedi, ve skutečnosti tím však Smrtijedům nahrával.

Po pádu Voldemorta se stal prozatímním ministrem Kingsley Pastorek, Smrtijedi a příznivci Voldemorta byli zatčeni. Všechny kontroverzní zákony byly zrušeny a Mozkomorové se dostali opět pod nadvládu ministerstva (nepočítaje vládu Voldemorta).